# Sexto Julio Mayor
Sexto Julio Mayor (en latín: Sextus Julius Major) fue un senador romano activo durante la primera mitad del siglo II, y que tuvo varias posiciones en el servicio del emperador. Major era cónsul romano alrededor de 126.  Los orígenes de Major eran la "aristocracia alta" de Anatolia. Ronald Syme destaca que sus antepasados incluyeron a Polemón I el rey de Ponto y Antonia Pythodoris.

## Carrera
Ningún cursus honorum para Julius Major ha sido recuperado, pero hay evidencias de que tuvo numerosos oficios. La oficina más temprana sabida para él es legatus legionis o comandante de Legio III Augusta, la cual estaba en Lambaesis en Numidia (Syme anota que"normalmente lleva la designación a un consulado") en 125 y 126. Siguiendo su consulado", Major fue nombrado gobernador de la provincia imperial de Mesia Inferior entre 131 y 135, después gobernador de la provincia imperial de Siria de 137 a 139.
Julius Major concluyó su carrera teniendo un proconsulado en 141/142, pero la opinión está dividida si  fue procónsul  de África o Asia: Syme anota la evidencia que apoya cualquier provincia, a pesar de que cree que probablemente  Julius era procónsul  de Asia, de acuerdo con una opinión de Géza Alföldy.

## Familia
Estaba casado con Julia Antonia Eurydice, una mujer aristocrática rica conocida por siete inscripciones en Nysa en el Maeander relacionando a una serie de estatuas de la familia imperial de Marcus Aurelius y Lucius Verus, las cuales fueron levantadas por las directrices de su voluntad. Estas estatuas han sido datadas entre los años 148 y 150, y porque  omiten su nombre sugiere Julius Major estaba muerto por entonces. Estas inscripciones también proporcionan información sobre sus tres hijos:
- Sextus Julius Major Antonius Pythodorus;
- Julia, una hija por lo demás desconocida;
- Marcus Julius Major Maximius, atestiguado como quaestor y aedile.